# 오다 노부히데

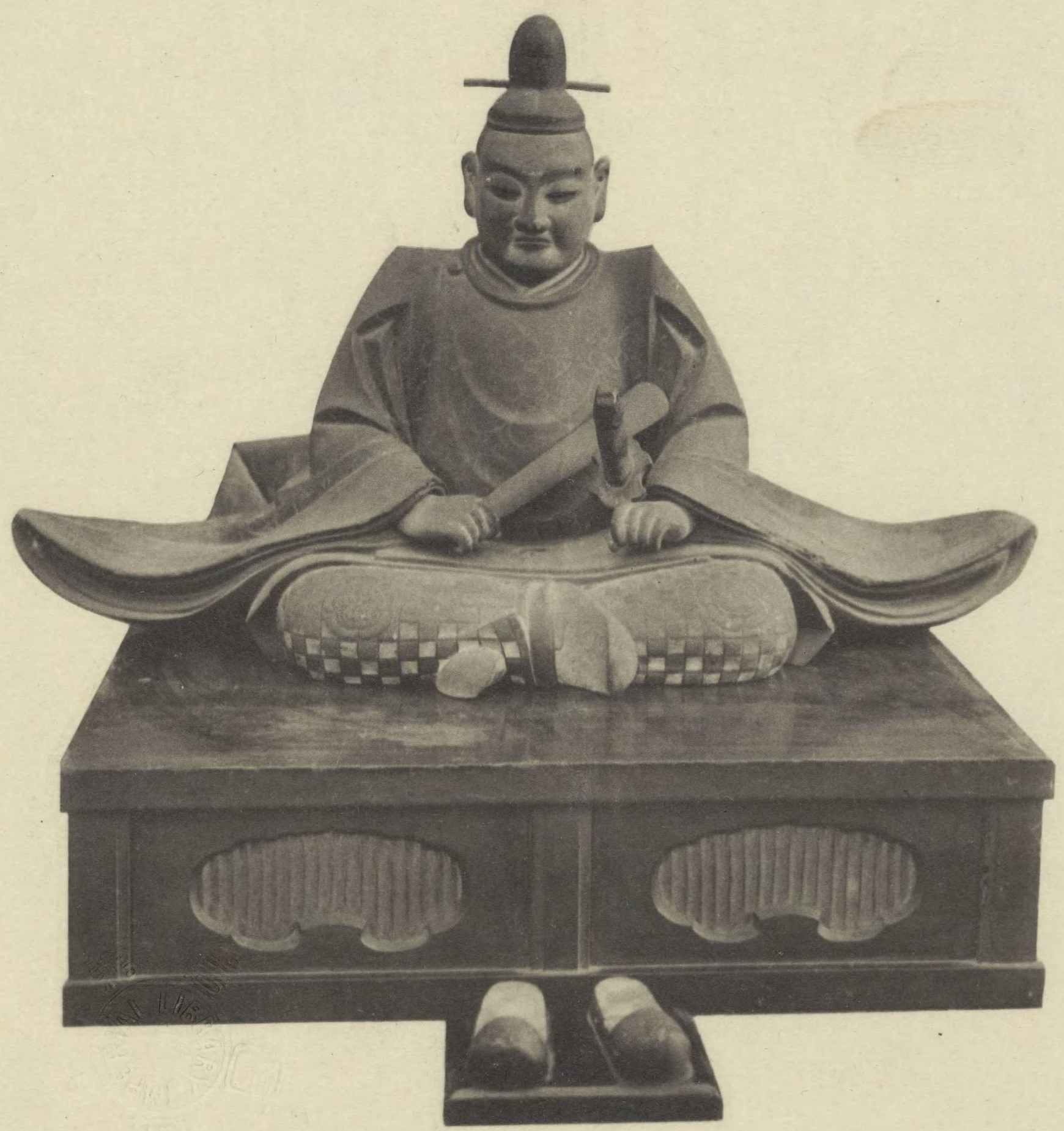

오다 노부히데(일본어: 織田信秀, 1510년 ~ 1551년 4월 8일)는 일본 센고쿠 시대 오와리 국의 무장이며 오다 노부나가(織田信長)의 아버지이다.

## 가계
관위는 단쇼추, 빈고노카미, 미카와노카미. 동생은 오다 노부야스(織田信康), 오다 노부미쓰(織田信光). 자녀는 서장자 오다 노부히로(織田信広), 오다 아와노카미(織田 安房守), 적자인 셋째 오다 노부나가, 오다 노부카쓰(織田信勝), 오다 노부카네(織田信包), 오다 나가마스(織田長益, 織田有楽斎), 이치히메(市姫) 등이 있다.
- 부 : 오다 노부사다
  - 형제 :
    - 오다 노부미쓰
    - 오다 노부야스

  - 처 : 쓰치다고젠 (~1594), 노부나가, 노부유키, 노부카네, 히데타카의 모친
    - 자 :
      - 오다 노부히로 (~1574, 서장자)
      - 오다 노부토키 (~1556)
      - 오다 노부나가 (1534~1582, 적장자)
      - 오다 노부유키 (1536~1557)
      - 오다 히데타카 (1540?~1555)
      - 오다 노부카네 (1543~1614)
      - 오다 노부하루 (1544~1570)
      - 오다 노부오키 (~1570)
      - 오다 히데나리 (~1574)
      - 오다 노부테루 (1546~1610)
      - 오다 나가마스 (1547~1622)
      - 오다 나가토시 (~1582)

    - 녀 :
      - 오이치노가타 (1547~1583)
      - 오이누노가타

## 생애

### 가독 상속
에이쇼 7년(1510년) 오와리 남서부를 지배하는 쇼바타 성의 성주 오다 노부사다(織田信定)의 적자로 태어났다. 노부사다는 오와리의 슈고다이 오다 가문의 일족으로 오와리 슈고다이 기요스 오다 가문(清洲織田氏)을 모시는 서류이다. 종가의 중신으로 되는 기요스 산부교 가문 중 그 하나이다. 덧붙여 기요스 산부교 가문은 이나바노카미 오다 가문(因幡守家), 도자에몬 오다 가문(藤左衛門家), 단쇼추 오다 가문(弾正忠家)이 있다. 그리고 오와리 슈고다이 가문에는 기요스 오다 가문(清洲織田家)과 이와쿠라 오다 가문(岩倉織田家)이 있다. 가문의 입김은 이와쿠라 오다 가문이 제일 강하다.
오다 노부히데는 아버지 오다 노부사다 생전인 다이에 7년(1527년) 가독을 양도받아 당주로 되었다. 가독 상속으로부터 얼마 지나지 않아 종가인 오다 다쓰카쓰(織田達勝, 혹은 오다 미치카쓰)와 다투었지만, 곧 화해한다.

### 세력 확대
덴분 원년(1532년) 나고야 성(那古野城)를 빼앗아 그곳에 기거하며 아이치 군에 세력을 확대한다.
그 후에도 덴분 8년(1539년) 후루와타리 성, 덴분 17년(1548년) 스에모리 성을 쌓아 거처를 옮긴다.
오다 노부히데는 출세가도를 달리고 있었기 때문에 내외에 적이 많았다. 그러던 중 교토로 상경하여 조정에 헌금, 종오위하에 위계되고 빈고노카미에 임관되었다. 더욱이 무로마치 막부의 막정에도 삼가 제13대 쇼군 아시카가 요시테루(足利義輝)를 알현했다. 덴분 10년(1541년) 미카와노카미에 임관되었다.
이렇게 해서 노부히데는 주가 오와리 슈고다이 기요스 오다 가문에 신종 관계로 따르면서도, 주가의 주군이라고 할 수 있는 오와리 슈고 시바 가문(尾張守護 斯波氏)을 능가하게 된다. 동생인 오다 노부야스(織田信康)와 오다 노부미쓰(織田信光) 등 친지와 가신을 오와리 적재적소에 배치하여 국내의 타세력을 압도하는 지위에 오른다. 그러나 노부히데는 만년까지 슈고다이 가신이란 지위에 안주해 오와리 국 전역을 지배하진 않았다.
대외적으로 있어 덴분 4년(1535년) 마쓰다이라 기요야스(松平清康)가 기요스성으로부터 불과 5킬로미터 지점인 모리야마에서 암살당하자, 미카와로 공격해 간다. 덴분 9년(1540년) 안쇼 성을 공략하고, 지배하에 두었다. 그러나, 이 때문 마쓰다이라 가문은 이마가와 가문에 복속해 앞으로는 이마가와 요시모토(今川義元)와 적대하게 되었다. 덴분 11년(1542년) 제1차 아즈키자카 전투(第1次小豆坂の戦い)에서 이마가와 군과 싸워 승리했으며, 미카와 서부를 세력하에 두었다.
이 시기 미노에서는 미노 슈고 다이묘인 도키 요리나리(土岐頼芸)가 사이토 도산(斎藤道三)에게 추방당해 노부히데의 비호를 받고 있었다. 이렇게 해서 사이토 도산과도 싸우게 된다. 이때 잠시나마 오가키성을 도산에게 빼기고 말았다.

### 한계와 말년
더욱이 덴분 16년(1547년) 도산의 거성인 이나바 산성을 공격했지만, 도산의 반격을 받고 패배한다(가노우쿠치 전투 加納口の戦い, 단 이 시기에 이설도 있다.). 또, 덴분 17년(1548년) 제2차 아즈키자카 전투에서 이마가와 가문에 패배하고, 연이은 제3차 안쇼 성 전투에서 안쇼 성을 잃는 등, 차례차례 이마가와 가문과 사이토 가문 그리고 국내의 적 등으로 고립되게 된다.
그래서 덴분 18년(1549년) 아들 노부나가와 사이토 도산의 딸 노히메를 결혼시켜 사이토 가문과 화친했지만, 이마가와 가문과의 대립으로 해소될 기미가 보이지 않았다. 덴분 20년(1551년) 3월 3일 유행병으로 스메모리 성에서 생을 마감한다. 향년 42세. 단, 죽은 연도에 대한 설은 두 가지 있는데, 덴분 18년(1549년)과 덴분 21년(1552년)설이 있다. 태어난 연도도 에이쇼 5년(1508년)설과 에이쇼 8년(1511년)설 등 여러 가지가 있다. 오다 가문의 가독은 적자 노부나가가 계승했다.

## 인물 및 일화
- 쇼바타 성 가까이에 상업도시인 쓰시마와 아쓰다를 지배해 자본을 축적하는 등, 당시 경제유통의 거점으로 두었고, 이것으로 상업을 활성화하는 등 선견지명이 있었다.
- 노부나가의 아버지로 유명하지만, 노부히데 스스로도 지용이 뛰어난 무장이여서 오와리의 호랑이로 불리었다.
- 나고야 성 공략에서도, 노부히데는 오와리 슈고 시바 요시무네(斯波義統)의 처남인 이마가와 우지토요(今川氏豊)에게 우호적으로 접근해, 방심하게 만든 후, 기습해 성을 빼앗았다고 한다.
- 덴분 12년(1543년) 조정에 4000관을 헌상하는 등, 조정과 우호적 관계를 구축하고, 후에 노부나가가 비약할 수 있는 토대를 마련하였다.

| 전임 오다 노부사다 | 제3대 오다 단조노조가 당주 1527년 ~ 1551년 | 후임 오다 노부나가 |